# Hoher Kasten (bergstopp i Schweiz)
Hoher Kasten är en bergstopp i Schweiz.   Den ligger i distriktet Wahlkreis Rheintal och kantonen Sankt Gallen, i den östra delen av landet, 160 km öster om huvudstaden Bern. Toppen på Hoher Kasten är 1 794 meter över havet, eller 260 meter över den omgivande terrängen. Bredden vid basen är 2,5 km.
Terrängen runt Hoher Kasten är varierad. Runt Hoher Kasten är det tätbefolkat, med 356 invånare per kvadratkilometer.. Närmaste större samhälle är Sankt Gallen, 17,7 km nordväst om Hoher Kasten. 
Omgivningarna runt Hoher Kasten är en mosaik av jordbruksmark och naturlig växtlighet.